# سیارک ۲۷۱۰۳
سیارک ۲۷۱۰۳ (به انگلیسی: 27103 Sungwoncho، نامگذاری:1998VB15)۲۷۱۰۳مین سیارک کشف شده‌است که در ۱۰ نوامبر ۱۹۹۸ کشف شد.